# Rijkdom

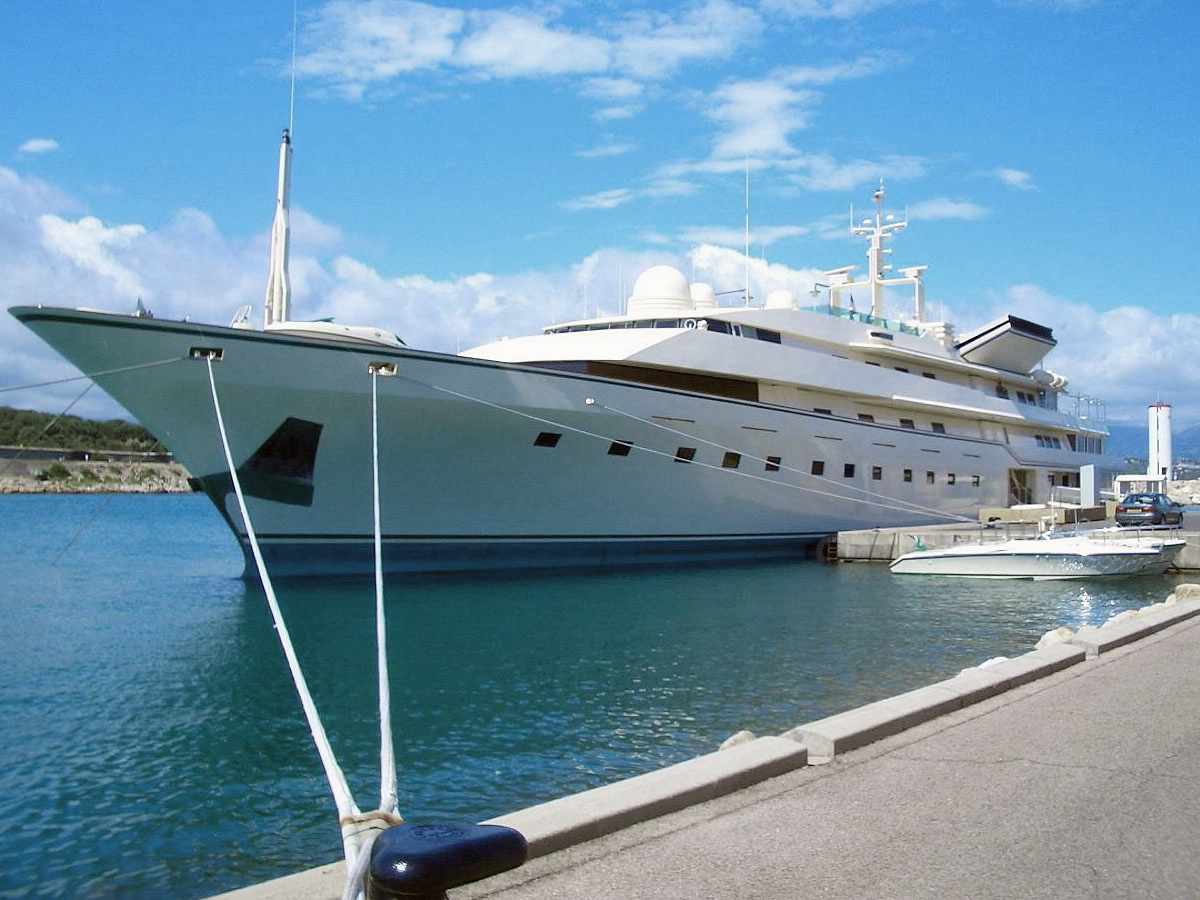
Superjacht van een Saoedische miljardair

Rijkdom of welstand is, sociaal-economisch bezien, een overvloed aan geld, land, grondstoffen, bezittingen en/of eigenschappen.
Het tegenovergestelde van rijkdom is armoede.
Het moderne concept van rijkdom is van belang in alle gebieden van de economische wetenschap, maar kan ook subjectief beschouwd worden (iemand uit de middenklasse is rijker dan iemand uit de onderklasse maar kan nog steeds moeite hebben om rond te komen). Op het meest algemene niveau verstaan economen rijkdom als "alles van waarde".
De definitie van rijkdom van de Verenigde Naties omvat de som van het natuurlijke, menselijke en fysieke kapitaal. Natuurlijk kapitaal omvat, land, bossen, fossiele brandstoffen en mineralen. Menselijk kapitaal omvat het totaal aan opleidingen en kunde van de populatie. Fysiek (of geproduceerd) kapitaal bestaat uit machines, gebouwen en infrastructuur. Qatar is per hoofd van de bevolking het rijkste land ter wereld.
Er wordt ook gesproken over geestelijke dan wel spirituele rijkdom wanneer iemand zich op religieus en/of spiritueel gebied ontwikkeld heeft.
Ook wordt het begrip rijkdom gebruikt om bepaalde eigenschappen van iets te benoemen, bijvoorbeeld: "dit gebied is rijk aan olie" of "dit dieet is rijk aan vruchten".
Jeff Bezos was anno 2020 de rijkste persoon ter wereld. Hij was de eerste persoon die meer dan 100 miljard dollar vergaarde. In 2020 steeg zijn vermogen naar 200 miljard dollar. In 2022 werd Elon Musk de rijkste persoon ter wereld met een vermogen van 300 miljard dollar. In december 2022 werd hij als rijkste persoon opgevolgd door Bernard Arnault, die op dat moment een vermogen van 186.6 miljard euro.
De ultrarijken worden in verband gebracht met het bedreigen van klimaatdoeleinden door hun uitbundige levensstijl.

## Onderzoek
Verschillende entiteiten stellen lijsten op van personen met een uitzonderlijk hoog vermogen: 
- Capgemini World Wealth Report
- Forbes lijst van miljardairs
- De Rijkste Belgen
- Quote 500 lijst van de rijkste Nederlanders.

Anderzijds gaf de ongelijkheid van inkomen aanleiding tot tal van metingen en onderzoeken naar de inkomensverdeling.